# قلعه بغل
قلعه بغل، روستایی از توابع بخش مرکزی شهرستان اصفهان در استان اصفهان ایران است.

## جمعیت
این روستا در دهستان قهاب جنوبی قرار دارد و براساس سرشماری مرکز آمار ایران در سال ۱۳۸۵، جمعیت آن زیر سه خانوار بوده‌است.